# Dubai Tennis Championships 2021
Dubai Tennis Championships 2021, oficiálně Dubai Duty Free Tennis Championships 2021, byl společný tenisový turnaj mužského okruhu ATP Tour a ženského okruhu WTA Tour, hraný v areálu Aviation Club Tennis Centre na otevřených dvorcích s tvrdým povrchem. Dějištěm turnaje se stala Dubaj, metropole stejnojmenného emirátu ve Spojených arabských emirátech. Jednalo se o 29. ročník mužského a 21. ročník ženského turnaje.
Ženská část se konala mezi 7. až 13. březnem 2021 a řadila se do kategorie WTA 1000. Její celková dotace činila 1 835 490 amerických dolarů. Mužská polovina navázala mezi 15. až 21. březnem 2021 v rámci kategorie ATP Tour 500. Dotace pro tuto polovinu dosáhla částky 1 897 805 amerických dolarů.
Nejvýše nasazenými v singlových soutěžích se stali rakouská světová čtyřka Dominic Thiem a mezi ženami pátá hráčka klasifikace Elina Svitolinová z Ukrajiny. Jako poslední přímí účastníci do dvouher nastoupili 67. žena žebříčku, Rumunka Sorana Cîrsteaová, a mezi muži 89. tenista pořadí Marco Cecchinato z Itálie.
Turnajem v Dauhá se na okruh po více než roce vrátil osminásobný šampion dubajského turnaje, 39letý Roger Federer. Naposledy předtím startoval na lednovém Australian Open 2020. Přihlášen byl i do navazující události v Dubaji. Po katarském vyřazení se však odhlásil, s cílem zaměřit se na trénink.
První singlovou trofej na okruhu ATP Tour získal 27letý Rus Aslan Karacev, jenž se premiérově posunul do elitní světové třicítky, na 27. místo žebříčku. Osmý titul v kariéře z ženské dvouhry si odvezla Španělka Garbiñe Muguruzaová.
Mužský debl ovládl první světový pár Kolumbijců Juan Sebastián Cabal s Robertem Farahem, jehož členové si připsali sedmnáctý společný triumf. První společnou trofej v ženské čtyřhře vybojoval chilsko-chorvatský Alexa Guarachiová a Darija Juraková.

## Rozdělení bodů a finančních odměn

### Rozdělení bodů
| Soutěž       | vítězové | finalisté | semifinalisté | čtvrtfinalisté | 16 v kole | 32 v kole | 48/56 v kole | Q  | Q2 | Q1 |
| ------------ | -------- | --------- | ------------- | -------------- | --------- | --------- | ------------ | -- | -- | -- |
| dvouhra mužů | 500      | 300       | 180           | 90             | 45        | 20        | 0            | 10 | 4  | 0  |
| čtyřhra mužů | 500      | 300       | 180           | 90             | 0         | —         | —            | —  | —  | —  |
| dvouhra žen  | 900      | 585       | 350           | 190            | 105       | 60        | 1            | 30 | 20 | 1  |
| čtyřhra žen  | 900      | 585       | 350           | 190            | 105       | 1         | —            | —  | —  | —  |

### Finanční odměny
| Soutěž                              | vítězové  | finalisté | semifinalisté | čtvrtfinalisté | 16 v kole | 32 v kole | 48/56 v kole | Q2      | Q1      |
| ----------------------------------- | --------- | --------- | ------------- | -------------- | --------- | --------- | ------------ | ------- | ------- |
| dvouhra mužů                        | 149 490 $ | 110 530 $ | 78 710 $      | 53 590 $       | 33 495 $  | 19 620 $  | 13 300 $     | 8 875 $ | 4 690 $ |
| čtyřhra mužů                        | 52 850 $  | 39 780 $  | 28 620 $      | 18 840 $       | 11 860 $  | —         | —            | —       | —       |
| dvouhra žen                         | 221 500 $ | 164 000 $ | 87 000 $      | 41 500 $       | 21 000 $  | 13 300 $  | 10 750 $     | 6 300 $ | 3 250 $ |
| čtyřhra žen                         | 67 000 $  | 43 990 $  | 27 500 $      | 13 800 $       | 8 700 $   | 6 500 $   | —            | —       | —       |
| částka ve čtyřhře je uvedena na pár |           |           |               |                |           |           |              |         |         |

## Dvouhra mužů

### Nasazení
| Stát                          | Hráč                  | ATP | Nasazení |
| ----------------------------- | --------------------- | --- | -------- |
| Rakousko                      | Dominic Thiem         | 4.  | 1.       |
| Rusko                         | Andrej Rubljov        | 8.  | 2.       |
| Kanada                        | Denis Shapovalov      | 11. | 3.       |
| Španělsko                     | Roberto Bautista Agut | 13. | 4.       |
| Belgie                        | David Goffin          | 14. | 5.       |
| Španělsko                     | Pablo Carreño Busta   | 16. | 6.       |
| Švýcarsko                     | Stan Wawrinka         | 20. | 7.       |
| Rusko                         | Karen Chačanov        | 21. | 8.       |
| Austrálie                     | Alex de Minaur        | 23. | 9.       |
| Chorvatsko                    | Borna Ćorić           | 24. | 10.      |
| Srbsko                        | Dušan Lajović         | 27. | 11.      |
| Spojené království            | Dan Evans             | 28. | 12.      |
| Polsko                        | Hubert Hurkacz        | 30. | 13.      |
| Srbsko                        | Filip Krajinović      | 32. | 14.      |
| USA                           | Taylor Fritz          | 33. | 14.      |
| Itálie                        | Jannik Sinner         | 34. | 16.      |
| Žebříček ATP k 8. březnu 2021 |                       |     |          |

### Jiné formy účasti
Následující hráč obdržel divokou kartu do hlavní soutěže:
- Malek Džazírí
- Aslan Karacev
- Dennis Novak
- Alexei Popyrin

Následující hráč získal zvláštní výjimku:
- Matthew Ebden

Následující hráči postoupili z kvalifikace:
- Juki Bhambri
- Lloyd Harris
- Michail Kukuškin
- Christopher O'Connell
- Emil Ruusuvuori
- Bernabé Zapata Miralles

Následující hráči postoupili z kvalifikace jako šťastní poražení:
- Radu Albot
- Lorenzo Giustino

#### Odhlášení
před zahájením turnaje
- Matteo Berrettini → nahradil jej  Alejandro Davidovich Fokina
- Borna Ćorić → nahradil jej  Lorenzo Giustino
- Nick Kyrgios → nahradil jej  Aljaž Bedene
- Gaël Monfils → nahradil jej  Márton Fucsovics
- Roger Federer → nahradil jej  Jošihito Nišioka
- Stan Wawrinka → nahradil jej  Radu Albot

### Skrečování
- Matthew Ebden
- Jo-Wilfried Tsonga

## Mužská čtyřhra

### Nasazení
| Stát                                                                                   | Hráč                 | Stát       | Hráč          | ATP | Nasazení |
| -------------------------------------------------------------------------------------- | -------------------- | ---------- | ------------- | --- | -------- |
| Kolumbie                                                                               | Juan Sebastián Cabal | Kolumbie   | Robert Farah  | 3.  | 1.       |
| Chorvatsko                                                                             | Nikola Mektić        | Chorvatsko | Mate Pavić    | 7.  | 2.       |
| Chorvatsko                                                                             | Ivan Dodig           | Slovensko  | Filip Polášek | 19. | 3.       |
| Nizozemsko                                                                             | Wesley Koolhof       | Polsko     | Łukasz Kubot  | 19. | 4.       |
| Žebříček ATP k 8. březnu 2021; číslo je součtem žebříčkového postavení obou členů páru |                      |            |               |     |          |

### Jiné formy účasti
Následující dvojice obdržely divokou kartu do hlavní soutěže:
- Omar Alawadhi /  Hamad Abbas Janahi
- Vasek Pospisil /  Nenad Zimonjić

Následující pár postoupil z kvalifikace:
- Lorenzo Sonego /  Andrea Vavassori

#### Odhlášení
před zahájením turnaje
- Henri Kontinen /  Édouard Roger-Vasselin → nahradili je  Henri Kontinen /  Jordan Thompson
- Sander Gillé /  Joran Vliegen → nahradili je  David Goffin /  Joran Vliegen
- Karen Chačanov /  Andrej Rubljov → nahradili je  Marcelo Arévalo /  Matwé Middelkoop

## Ženská dvouhra

### Nasazení
| Stát                          | Hráčka              | WTA | Nasazení |
| ----------------------------- | ------------------- | --- | -------- |
| Ukrajina                      | Elina Svitolinová   | 5.  | 1.       |
| Česko                         | Karolína Plíšková   | 6.  | 2.       |
| Bělorusko                     | Aryna Sabalenková   | 8.  | 3.       |
| Česko                         | Petra Kvitová       | 10. | 4.       |
| Nizozemsko                    | Kiki Bertensová     | 11. | 5.       |
| Švýcarsko                     | Belinda Bencicová   | 12. | 6.       |
| Bělorusko                     | Viktoria Azarenková | 14. | 7.       |
| Polsko                        | Iga Świąteková      | 15. | 8.       |
| Španělsko                     | Garbiñe Muguruzaová | 16. | 9.       |
| Belgie                        | Elise Mertensová    | 18. | 10.      |
| USA                           | Madison Keysová     | 19. | 11.      |
| Česko                         | Markéta Vondroušová | 20. | 12.      |
| Chorvatsko                    | Petra Martićová     | 21. | 13.      |
| Kazachstán                    | Jelena Rybakinová   | 23. | 14.      |
| Estonsko                      | Anett Kontaveitová  | 24. | 15.      |
| Řecko                         | Maria Sakkariová    | 25. | 16.      |
| Žebříček WTA k 1. březnu 2021 |                     |     |          |

### Jiné formy účasti
Následující hráčky obdržely divokou kartu do hlavní soutěže:
- Tímea Babosová
- Coco Gauffová
- Anastasija Potapovová

Následující hráčka nastoupila pod žebříčkovou ochranou:
- Jaroslava Švedovová

Následující hráčky postoupily z kvalifikace:
- Irina-Camelia Beguová
- Ana Bogdanová
- Kaia Kanepiová
- Ana Konjuhová
- Liang En-šuo
- Tereza Martincová
- Lesja Curenková
- Katarina Zavacká

Následující hráčky postoupily z kvalifikace jako tzv. šťastné poražené:
- Misaki Doiová
- Viktorija Tomovová
- Martina Trevisanová

#### Odhlášení
před zahájením turnaje
- Bianca Andreescuová → nahradila ji  Alizé Cornetová
- Viktoria Azarenková → nahradila ji  Martina Trevisanová
- Paula Badosová → nahradila ji  Misaki Doiová
- Ashleigh Bartyová → nahradila ji  Kateřina Siniaková
- Jennifer Bradyová → nahradila ji  Bernarda Peraová
- Danielle Collinsová → nahradila ji  Kristýna Plíšková
- Fiona Ferrová → nahradila ji  Viktorija Tomovová
- Simona Halepová → nahradila ji  Jessica Pegulaová
- Sofia Keninová → nahradila ji  Kristina Mladenovicová
- Magda Linetteová → nahradila ji  Jil Teichmannová
- Karolína Muchová → nahradila ji  Barbora Krejčíková
- Julia Putincevová → nahradila ji  Paula Badosová
- Alison Riskeová → nahradila ji  Anastasija Sevastovová
- Barbora Strýcová → nahradila ji  Laura Siegemundová
- Donna Vekićová → nahradila ji  Patricia Maria Țigová
- Čang Šuaj → nahradila ji  Shelby Rogersová

## Ženská čtyřhra

### Nasazení
| Stát                                                                                   | Hráčka             | Stát       | Hráčka                 | WTA | Nasazení |
| -------------------------------------------------------------------------------------- | ------------------ | ---------- | ---------------------- | --- | -------- |
| Belgie                                                                                 | Elise Mertensová   | Bělorusko  | Aryna Sabalenková      | 3.  | 1.       |
| Česko                                                                                  | Barbora Krejčíková | Česko      | Kateřina Siniaková     | 15. | 2.       |
| USA                                                                                    | Nicole Melicharová | Nizozemsko | Demi Schuursová        | 23. | 3.       |
| Japonsko                                                                               | Šúko Aojamová      | Japonsko   | Ena Šibaharaová        | 29. | 4.       |
| Maďarsko                                                                               | Tímea Babosová     | Rusko      | Veronika Kuděrmetovová | 32. | 5.       |
| Kanada                                                                                 | Gabriela Dabrowská | USA        | Coco Gauffová          | 57. | 6.       |
| USA                                                                                    | Hayley Carterová   | Brazílie   | Luisa Stefaniová       | 61. | 7.       |
| Chile                                                                                  | Alexa Guarachiová  | Chorvatsko | Darija Juraková        | 63. | 8.       |
| Žebříček WTA k 1. březnu 2021; číslo je součtem žebříčkového postavení obou členů páru |                    |            |                        |     |          |

### Jiné formy účasti
Následující páry obdržely divokou kartu do hlavní soutěže:
- Sarah Behbehaniová /  Çağla Büyükakçay
- Eden Silvaová /  Rosalie van der Hoeková

Následující páry nastoupily do čtyřhry pod žebříčkovou ochranou:
- Natela Dzalamidzeová /  Cornelia Listerová
- Andreja Klepačová /  Sania Mirzaová
- Aleksandra Krunićová /  Alexandra Panovová

#### Odhlášení
před zahájením turnaje
- Čang Šuaj /  Čeng Saj-saj → nahradily je  Shelby Rogersová /  Čeng Saj-saj
- Sharon Fichmanová /  Monica Niculescuová → nahradily je  Monica Niculescuová /  Anastasija Potapovová

## Přehled finále

### Mužská dvouhra
- Aslan Karacev vs.  Lloyd Harris, 6–3, 6–2

### Ženská dvouhra
- Garbiñe Muguruzaová vs.  Barbora Krejčíková, 7–6(8–6), 6–3

### Mužská čtyřhra
- Juan Sebastián Cabal /  Robert Farah vs.  Nikola Mektić /  Mate Pavić, 7–6(7–0), 7–6(7–4)

### Ženská čtyřhra
- Alexa Guarachiová /  Darija Juraková vs.  Sü I-fan /  Jang Čao-süan, 6–0, 6–3